# Chrono Kristin Armstrong femenina
La Chrono Kristin Armstrong femenina es una carrera ciclista profesional femenina de un día que se disputa anualmente en el mes de julio mediante una contrarreloj individual entre las ciudades de Star y Eagle en el estado de Idaho en Estados Unidos. 
La carrera hace parte de una jornada que incluye la realización de una prueba masculina del mismo nombre. Así mismo la carrera toma su nombre en honor a la triple medallista olímpica en la modalidad de contrarreloj individual Kristin Armstrong.
La primera edición se disputó el 13 de julio de 2018 haciendo parte del Calendario UCI Femenino como carrera de categoría 1.2 y del USA Cycling Pro Road Tour Calendar y fue ganada por la ciclista estadounidense Amber Neben.

## Palmarés
| Año  | Ganador      | Segundo           | Tercero         |           |
| ---- | ------------ | ----------------- | --------------- | --------- |
| 2018 | Amber Neben  | Chloé Dygert      | Jasmin Duehring |           |
| 2019 | Chloé Dygert | Olga Zabelínskaya | Jennifer Luebke |           |
| 2020 |              |                   |                 |           |
| 2021 | cancelada    | cancelada         | cancelada       | cancelada |
| 2022 | cancelada    | cancelada         | cancelada       | cancelada |

## Palmarés por países
| País           | Victorias |
| -------------- | --------- |
| Estados Unidos | 2         |